# Hartmut Wegener

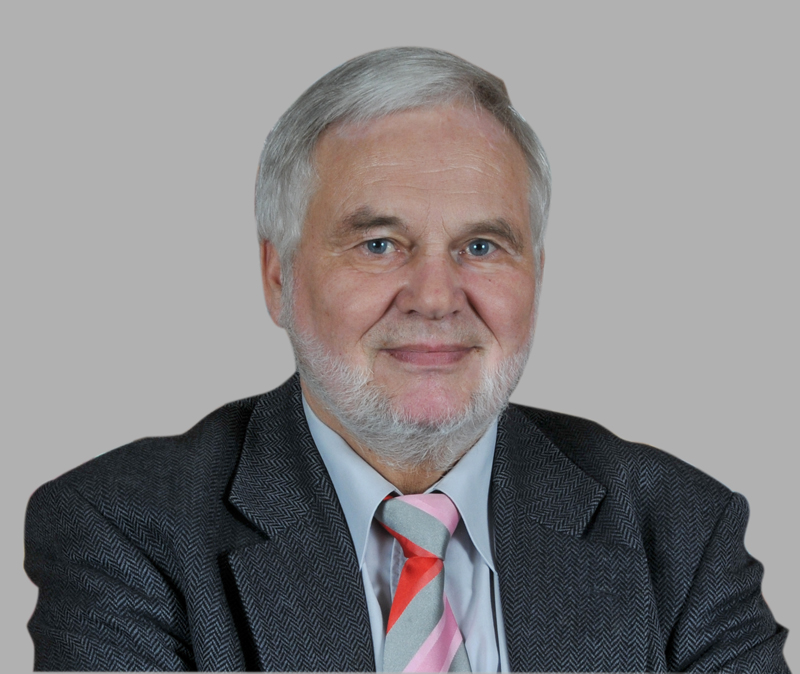
Hartmut Wegener

Hartmut Wegener (* 4. Mai 1946 in Hamburg) ist ein ehemaliger Innenstaatssekretär aus dem Kabinett Heide Simonis in Kiel. Er hat in Hamburg für den Senat große Bauprojekte geleitet wie z. B. die Airbuserweiterung im Mühlenberger Loch und war bis September 2008 als Projektkoordinator des Senats für die Entwicklung und Realisierung der Elbphilharmonie zuständig.

## Leben
Nach dem Abitur am Gymnasium für Jungen in Eimsbüttel im Jahr 1966 und einer zweijährigen Bundeswehrzeit studierte er in Berlin und Hamburg Rechts- und Wirtschaftswissenschaften. Nach seinem ersten juristischen Staatsexamen arbeitete er als wissenschaftlicher Mitarbeiter im Bereich Wirtschaftsrecht an der Hochschule für Wirtschaft und Politik Hamburg. Im Anschluss an das zweite juristische Staatsexamen ging er im Jahr 1975 als Studiengangplaner und Justitiar an die Gesamthochschule Kassel, wo er zusammen mit Ernst Ulrich von Weizsäcker am Aufbau der ersten integrierten Gesamthochschule mit gestuften Abschlüssen und berufspraktischen Studien mitwirkte.
Im Jahr 1980 wechselte er in die Hamburger Senatsverwaltung, in der er zehn Jahre in unterschiedlichen Funktionen arbeitete, unter anderem im Amt Strom- und Hafenbau als Justitiar. Dabei trat zunehmend der Aspekt des Projektmanagements in den Vordergrund seiner Tätigkeit.
1990 wurde Hartmut Wegener von Vorstand und Vertreterversammlung der Landesversicherungsanstalt Schleswig-Holstein in Lübeck zum Ersten Direktor gewählt.
Im Jahr 1995 holte die schleswig-holsteinische Ministerpräsidentin Heide Simonis Hartmut Wegener als Innenstaatssekretär in ihr Kabinett nach Kiel. Seine Aufgabe bestand in der Konzeption und Umsetzung der Reform der Landesverwaltung gemeinsam mit der Staatskanzlei und dem Finanzministerium. Als Baustaatssekretär war er federführend an der Erarbeitung einer neuen Landesbauordnung beteiligt und legte erste Grundlagen für die landesübergreifende Verwaltungszusammenarbeit zwischen Hamburg und Schleswig-Holstein in den Bereichen Datenverarbeitung, Statistik und Polizei.
Im Jahr 2000 wechselte Hartmut Wegener in die Privatwirtschaft und arbeitete als Projektmanager bei der Unternehmensberatung Roland Berger. Dabei begleitete er die Fusion der Landesversicherungsanstalten Baden und Württemberg und war u. a. an der Standortanalyse für den Tiefwasserhafen Jade-Weser-Port beteiligt.
Ab Januar 2001 wurde Hartmut Wegener vom Hamburger Wirtschaftssenator Gunnar Uldall mit der Aufgabe der Airbus-Werkserweiterung für die A380 (Mühlenberger Loch) als Geschäftsführer der Realisierungsgesellschaft Finkenwerder betraut. Die Landgewinnung auf bis zu elf Metern tiefem Schlick mit Setzungsgarantien und einer zeitlich-technischen Verzahnung zum Aufbau der Flugzeugproduktion des neuen Airbus A380 war ingenieursmäßiges Neuland und wurde zeit- und kostengerecht abgewickelt. Auch die politisch hoch umstrittene Startbahnverlängerung nach Westen konnte erfolgreich umgesetzt werden.
Gemeinsam mit seinen Mitarbeitern entwickelte Hartmut Wegener aus der reinen A380-Projektorganisation eine Managementgesellschaft, die ReGe Hamburg, die vom Hamburger Senat in der Folge neben der Startbahnverlängerung für die A380 auch mit der Planung und Realisierung des Baus des Auswanderermuseums Ballinstadt, der Ortsumgehung Finkenwerder und der Vorplanung für eine Hafenquerspange betraut wurde.

### Bau der Elbphilharmonie
Ab Mai 2004 übernahm er die Aufgaben des Senatsbeauftragten für den Bau der Elbphilharmonie. Er wurde dabei von einer Begleitgruppe des Senats unterstützt und bediente sich für die Wahrnehmung der Bauherrenaufgaben der ReGe Hamburg als Managementgesellschaft. Nach Projektentwicklung und Vergabe dieses Weltprojektes an das Konsortium Adamanta mit dem Generalunternehmer Hochtief wurde im April 2007 der Grundstein gelegt. Bei der Baurealisierung traten Probleme und Verzögerungen auf, die Nachtragsverhandlungen verliefen höchst kontrovers. Erhebliche Kostensteigerungen und Bauzeitverlängerungen waren Mitte 2008 zu erwarten. In dieser aus Sicht des Hamburger Senats verkanteten Situation bat Bürgermeister Ole von Beust Hartmut Wegener im September 2008 seine Ämter niederzulegen. Mit dem Dank der Stadt für die Betreuung der zahlreichen Projekte für die Stadt wurde Hartmut Wegener verabschiedet.
Im Abschlussbericht des parlamentarischen Untersuchungsausschusses des Jahres 2014 zum Millionendesaster der Elbphilharmonie wird ihm Unfähigkeit und Selbstherrlichkeit vorgeworfen. Hartmut Wegener warf demgegenüber dem Mehrheitsbericht des Untersuchungsausschusses politisch einseitige Bewertungen vor. Der Ausschuss habe ihn in unfairer Absicht als Zeugen und nicht als Betroffenen behandelt, um ihm seine Rechte, sich gegen die Anwürfe zu verteidigen, zu beschneiden.

### Weitere Tätigkeiten
Im Jahr 2009 gründete er gemeinsam mit Heinz Giszas, dem früheren Staatsrat der Wirtschaftsbehörde in Hamburg, und Johanna Knüppel die Hartmut Wegener Projektberatung GmbH. Sein letztes großes Projekt war die Planung und Realisierung des Handelskammer InnovationsCampus am Hamburger Adolphsplatz, der im Februar 2014 eröffnet wurde und den Studenten der HSBA Hamburg School of Business Administration eine neue Bleibe bietet.
Von Juni 2016 bis August 2018 beriet Hartmut Wegener die Geschäftsführung der Asse GmbH bei der Fusion mit Teilen des Bundesamtes für Strahlenschutz und der Deutschen Gesellschaft zum Bau und Betrieb von Endlagern für Abfallstoffe mbH (DBE) zur neuen Bundesgesellschaft für Endlagerung mbH.

## Privates
Hartmut Wegener ist seit 1976 Mitglied der SPD; er ist mit der Soziologin Helge Knüppel verheiratet und hat zwei Kinder und 4 Enkelkinder. Er lebt auf der griechischen Insel Lefkas und in Hamburg. Seit 2008 bereist er gemeinsam mit seiner Frau das griechische Festland (Epirus). Daraus entstand ihr Buch „Reisen im Epirus. Griechenlands unentdeckte Schönheit“.

## Publikationen
- Reisen im Epirus. Griechenlands unentdeckte Schönheit. Edition Kentauros 2018, ISBN 978-3-9818287-4-0
- Succes and failure factors for mega projects. A focus on the Airbus plant expansion and the Elbphilharmonie construction in the Hamburg metropolitan. In the Business Transformation Journal No. 11, August 2014, S. 55–65.
- Die Verwaltungskulturen in Hamburg und Schleswig-Holstein. In: Edzard Schmidt-Jortzig, Henning Voscherau (Hrsg.): Nordstaat : interdisziplinäre Untersuchung zu Chancen und Risiken einer künftigen Zusammenarbeit oder Neugliederung norddeutscher Bundesländer. Kiel 2006, ISBN 3-936773-28-9, S. 135ff.
- Kommunen auf dem Weg zur Bürgerkommune. in KGST Finden, was wirkt, 2000
- Qualitätskontrolle polizeilicher Arbeit. In: Helmut Bäumler (Hrsg.): Polizei und Datenschutz. Neuwied 1999, ISBN 3-472-03796-2.
- Alfred Oppolzer u. a. (Hrsg.): Flexibilisierung, Deregulierung. Arbeitspolitik in der Wende. VSA-Verlag, Hamburg 1986, ISBN 3-87975-367-9.
- Peter Faulstich, Hartmut Wegener: Gesamthochschule: Zukunftsmodell oder Reformruine? Bock & Herdener, 1981, ISBN 3-88347-077-5.
- Beruflicher Bildungsweg und Hochschulzugang. DUZ 1978, S. 724.
- Verbraucherschutz und Wettbewerb. Jus 1974, S. 561ff.
- Verbraucher und Recht. Verlag Otto Schwartz, ISBN 3-509-00937-1.